# Николай Стайковски
Николай Стайковски е български художник.

## Биография
Николай Стайковски е роден на 11 май 1956 г. в Плевен. Завършва Художествената гимназия в София през 1975 г., а от 1977 до 1981 г. следва в Академията за изящни изкуства във Варшава, Полша при проф. А. Руджински, проф. Х. Хростовска и проф. Е. Марковски. Образованието му е прекъснато от комунистическия режим в България по политически причини. През 1982 – 1983 г. учи живопис при проф. Светлин Русев, а през 1987 г. завършва Националната художествена академия в София (графика) при проф. Г. Симеонов. През 1999 – 2001 г. е на следдипломна специализация в Академията за изящни изкуства във Варшава при проф. Р. Стрент като стипендиант на полското правителство, а през 2001 – 2002 г. – в Радомската политехника, катедра изкуство при проф. К. Визнер.
През 1994 г. става член на СБХ. До 1998 г. е член на Ротари клуб Плевен, след което учредява Ротари клуб Троян. Член е на Агенцията за защита на авторските права ИЗА-Арт и на Националната асоциация за дизайн и реклама.

### Творчество
Ранното му графично творчество е тематично свързано с националното културно-историческо наследство – вдъхновено е от енеолитната керамика и женски „идоли“, средновековните и възрожденски църкви и манастири, градове и крепости, герои и светци. Развива циклите с произведения – „Орфистази“ (храмови пози с архетипни изображения на човека) и „Тракийска лоза“ (митология и символи на траките).
Негови творби се намират в Националната художествена галерия, Софийска градска художествена галерия, Художествена галерия „Илия Бешков“, Исторически музей-Плевен и други институции и частни колекции в Европа.

## По-важни индивидуални изложби
Участва в редица национални и международни изложби. Има над 50 са индивидуални изложби (графика, живопис, пластика, хепънинг) в България, Полша, Русия, Австрия, Словакия, и др.
- 1987 – Плевен, галерия Съгласие
- 1988 – София, Градски младежки дом
- 1988 – Троян, Музей на народните занаяти
- 1989 – Люблин, Полша галерия „Емпик“
- 1989 – 1990 София, галерия САБ
- 1990 – Люблин, Старе място
- 1990 – Плевен, Исторически музей
- 1993 – Козлодуй – АЕЦ, Национален музей „Радецки“
- 1995 – Нитра, Словакия, Нитриански музей
- 1996 – Плевен, ХГ „И. Бешков“
- 1996 – Замък „Моймировце“, Словакия
- 1997 – Плевен, галерия „ЕА“
- 1997 – Ростов на Дон, Русия – Областен музей на изобразителните изкуства
- 1997 – София, Полски институт
- 1997 – Плевен, Драматичен театър „И. Радоев“
- 1998 – София, Руски културно – информационен център
- 1998 – Плевен, Търговска банка „България“
- 1998 – Козлодуй, АЕЦ
- 1998 – Троянски манастир
- 1999 – „Моймировце“, Словакия
- 2000 – Варшава, Български културен институт
- 2001 – Варшава, Български културен институт
- 2002 – Варшава – Старе място, Словашки институт
- 2002 – София, Полски институт
- 2003 – Велинград, галерия „Велина“
- 2004 – София, САБ
- 2004 – София, Полски институт
- 2007 – София, СБХ-Шипка 6
- 2007 – Бургас, Галерия „Бургас“
- 2010 – Плевен, Общинска галерия
- 2011 – София, галерия „Феста“
- 2012 – 2013 – Троян, галерия „Сиряковата къща“
- 2013 – София, галерия „Феста“
- 2013 – София, билдинг „Унибилд“
- 2014 – София, галерия „Антракт“ /срещу ЦУМ/
- 2015 – БНР
- 2015 – Варна, галерия ЮКА
- 2015 – Велико Търново, изложбени зали Рафел Михайлов
- 2015 – Галерия „Икар“
- 2016 – Галерия „Бургас“
- 2016 – „Илия Бешков“, Плевен
- 2017 – БНР София
- 2017 – Виена галерия „Щайнер“
- 2017 – СБХ шипка 6
- 2017 – „Градска галерия Созопол“
- 2017 – „Богориди“ Бургас

## Галерия
- Варшава
- Преклонение
- Замък
- Идолии
- Старият Мелник
- Жена и яйце
- Размисъл IV
- Идоли 1991
- Рапсодия в бронз
- Богородица
- Разпиятие
- Исус
- Северните руни, благополучие
- Троянската Света Богородица Троеручица
- Александър
- Разкош
- Соларният знак на Дероните
- Ваза с цветя
- Планина
- Слънце, Светлина
- Розови лалета от Тракия, вечна любов
- Бог Херой с конска глава
- Виното на Орфей
- Вечна любов, благополучие, победа, щастие
- Богиня със Змей
- Вечна любов
- Вечна любов и благополучие
- Богинята с триглава змия
- Небесният коник

## Награди
- Втора награда на национален конкурс за плакат –1988 г.
- Втора награда на конкурса „Графика Варшавска“ – 1999 г.
- Специална награда на Съюза на полските художници-2000 г.